# Punish the Monkey
Punish the Monkey è un brano musicale di Mark Knopfler, distribuito come singolo nel 2007 in America del Nord.
Il musicista britannico interpreta la canzone utilizzando una Fender Stratocaster.